# Институт „Уилям Алансън Уайт“
„Уилям Алансън Уайт“, съкратено ИУАУ (WAWI), е институт за обучение на психоаналитици и психотерапевти, основан през 1946 г.
Намира се в Ню Йорк в сградата на Клара Томпсън.
Институтът исторически изследва нова територия в психоаналитичната теория и практика, отцепвайки се в името на протест в средата на миналия век от главното течение на американското психоаналитично мислене, което се приема за конструктивно от психоаналитиците, които основават института.
ИУАУ окуражава традицията на нововъведенията и плурализма. Много психоаналитични мислители, излизащи от института представят важни концепции, днес приети в главния поток на съвременната психоаналитична теория и практика.
Основателите на института са Ерих Фром и Клара Томпсън, заедно с присъединилите се Хари Стек Съливан, Фрида Фром-Райхман, Дейвид Риъх и Джанет Риъх. Институтът е изключително повлиян от работата на Шандор Ференци, член на Вътрешния кръг на Фройд, който е пионер в автентичното използване на психоаналитика в консултиращата стая, изразяващо се във взаимодействие във взаимоотношенията между терапевт и клиент.